# Vallée de la Pude
Le site Vallée de la Pude est une zone naturelle d'intérêt écologique, faunistique et floristique (ZNIEFF) française du département de la Dordogne, en région Nouvelle-Aquitaine.

## Situation
Dans le quart nord-ouest du département de la Dordogne, le site « Vallée de la Pude », s'étend sur 134,22 hectares, sur le territoire de six communes : Bouteilles-Saint-Sébastien, Champagne-et-Fontaine, La Chapelle-Grésignac, Cherval, Gout-Rossignol et Nanteuil-Auriac-de-Bourzac.
Environ 40 % de la superficie de cette zone se trouve sur le territoire de Gout-Rossignol, de 14 à 16 % sur ceux de Bouteilles-Saint-Sébastien, La Chapelle-Grésignac et Nanteuil-Auriac-de-Bourzac, et environ 8 % pour ceux de Champagne-et-Fontaine et Cherval.
La zone s'étage entre 63 et 135 mètres d'altitude, morcelée en sept petits sites, le long du cours de la Pude et de quelques affluents, principalement composée de milieux humides : « d'anciennes tourbières et les petits vallons dominés par les milieux humides "naturels" (prairies, roselières, sources, boisements de saules) »,.

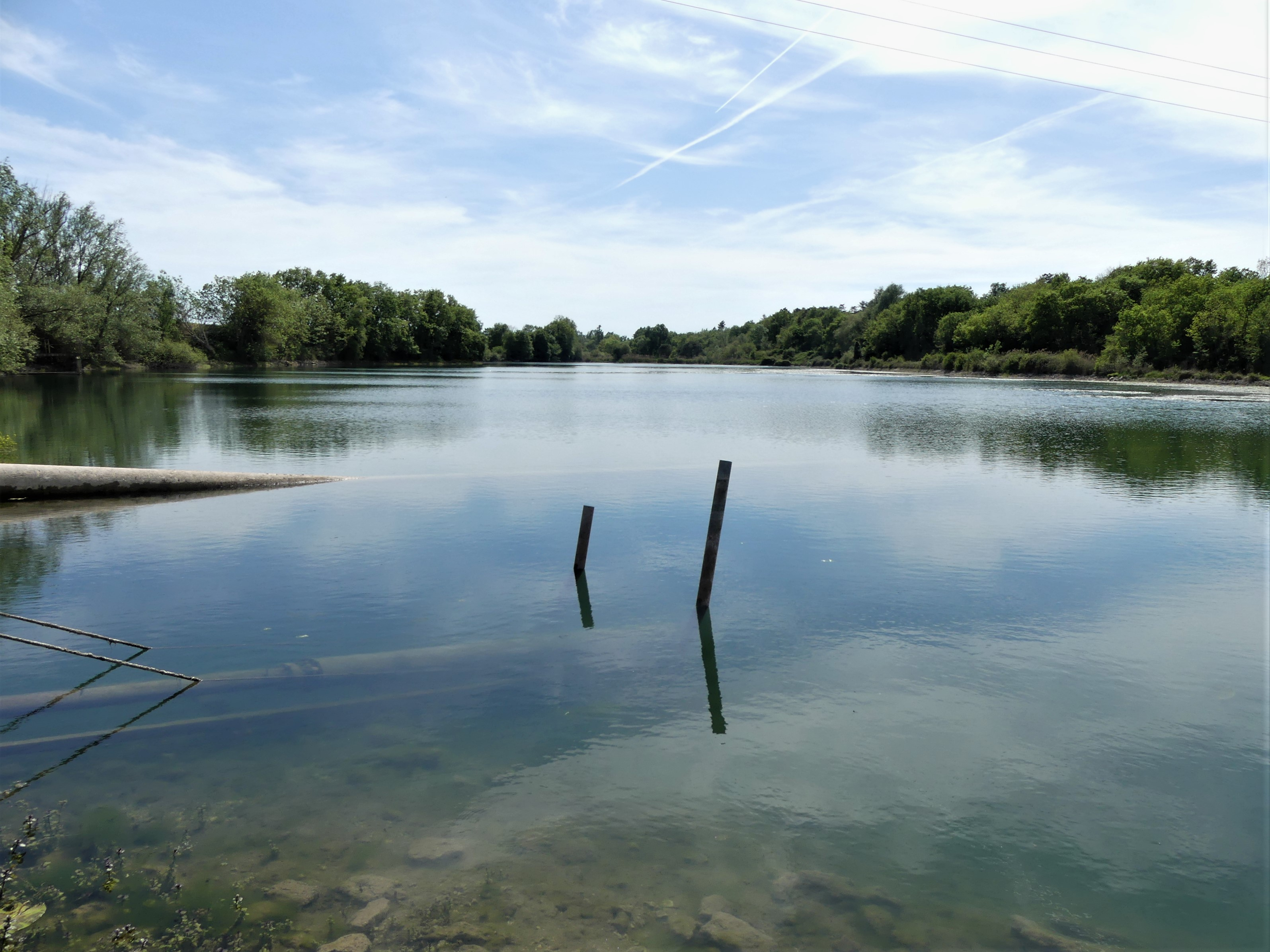
L'étang des Faures à Gout-Rossignol.
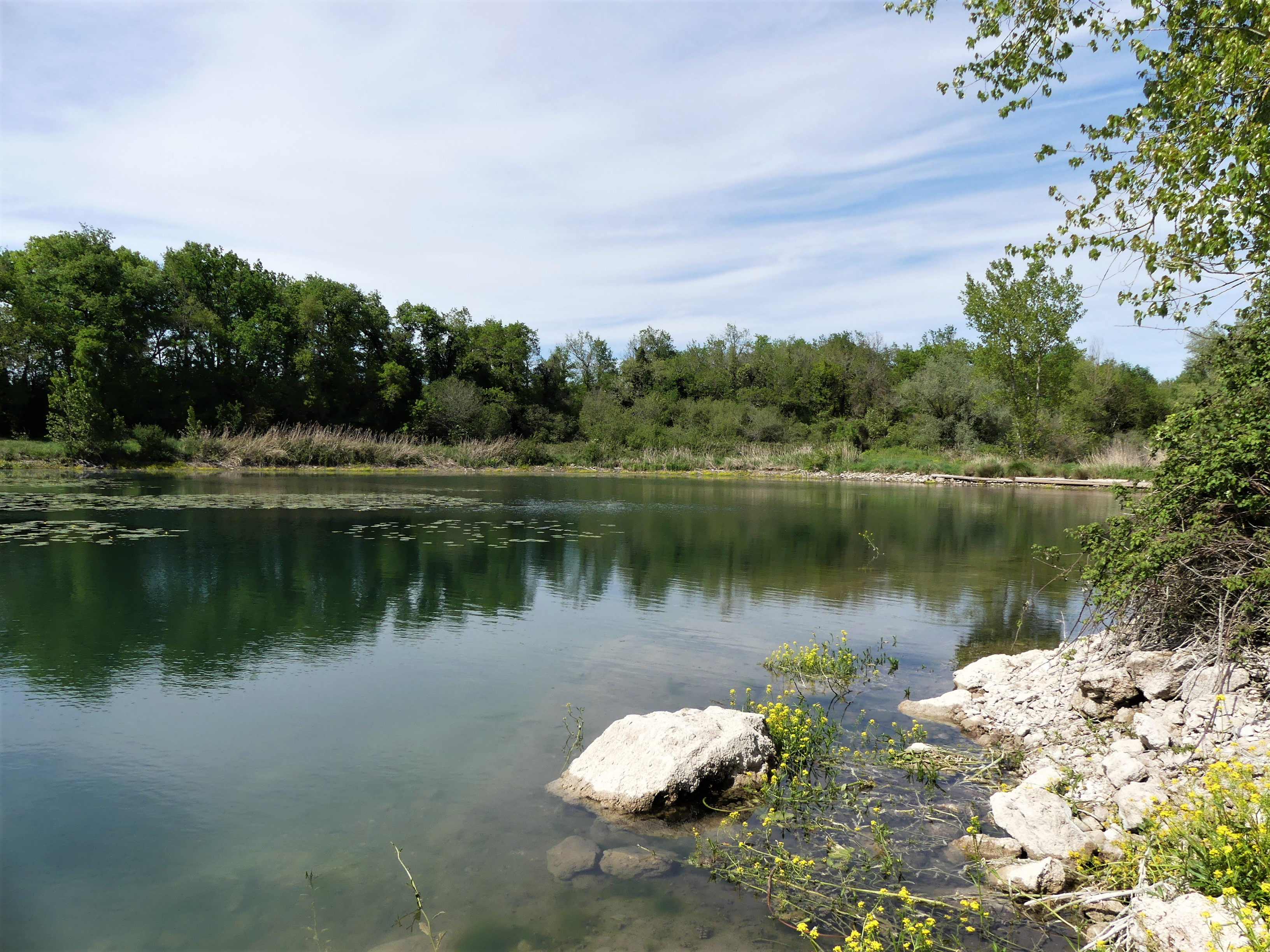
Idem.
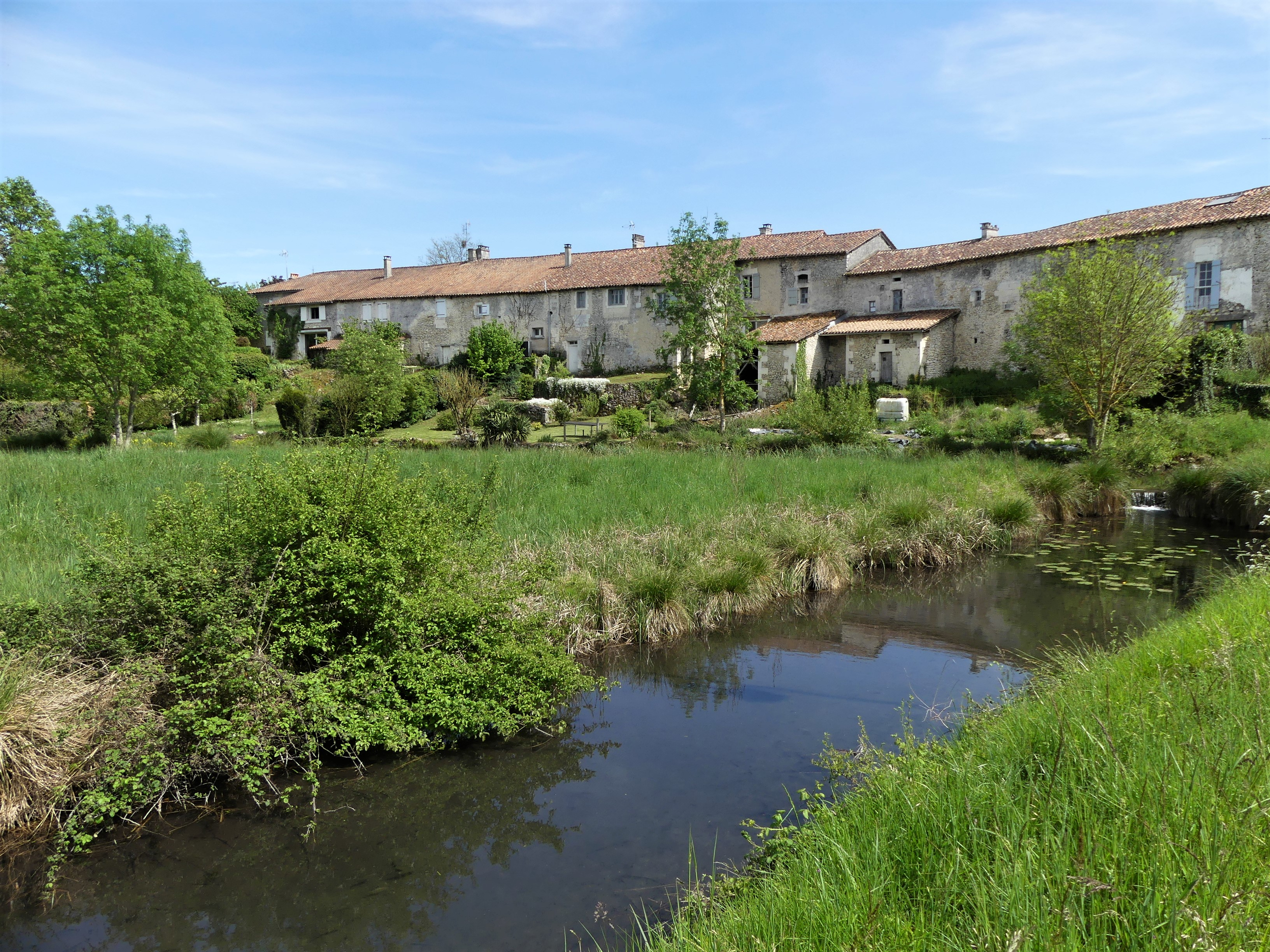
La Pude en bordure de la zone humide au lieu-dit l'Étang des Faures.
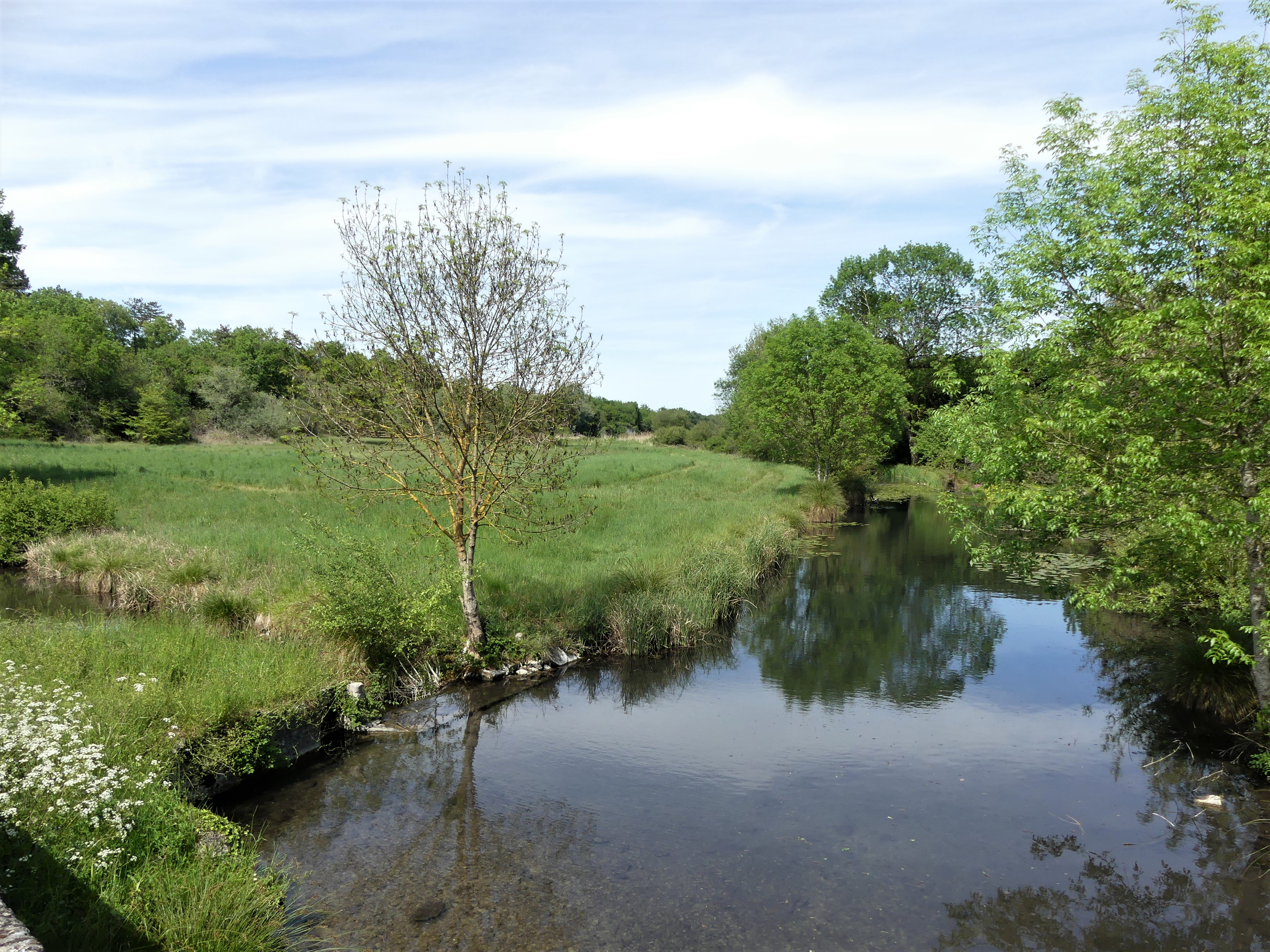
Idem.

## Description
Le site « Vallée de la Pude » est une zone naturelle d'intérêt écologique, faunistique et floristique (ZNIEFF) de type I, c'est-à-dire qu'elle est de superficie réduite, avec des espaces homogènes d’un point de vue écologique et qu'elle abrite au moins une espèce et/ou un habitat rares ou menacés, d'intérêt aussi bien local que régional, national ou communautaire.
Des recensements y ont été effectués aux niveaux faunistique et floristique en 1987, 2001 et 2005.
Cette ZNIEFF est incluse dans une autre ZNIEFF de type II bien plus étendue « Vallée de la Nizonne » qui concerne les vallées de la Belle, de la Pude et de la Nizonne (ou Lizonne) jusqu'à la confluence de cette dernière avec la Sauvanie, ainsi que certains de leurs affluents et certains coteaux qui les bordent,.

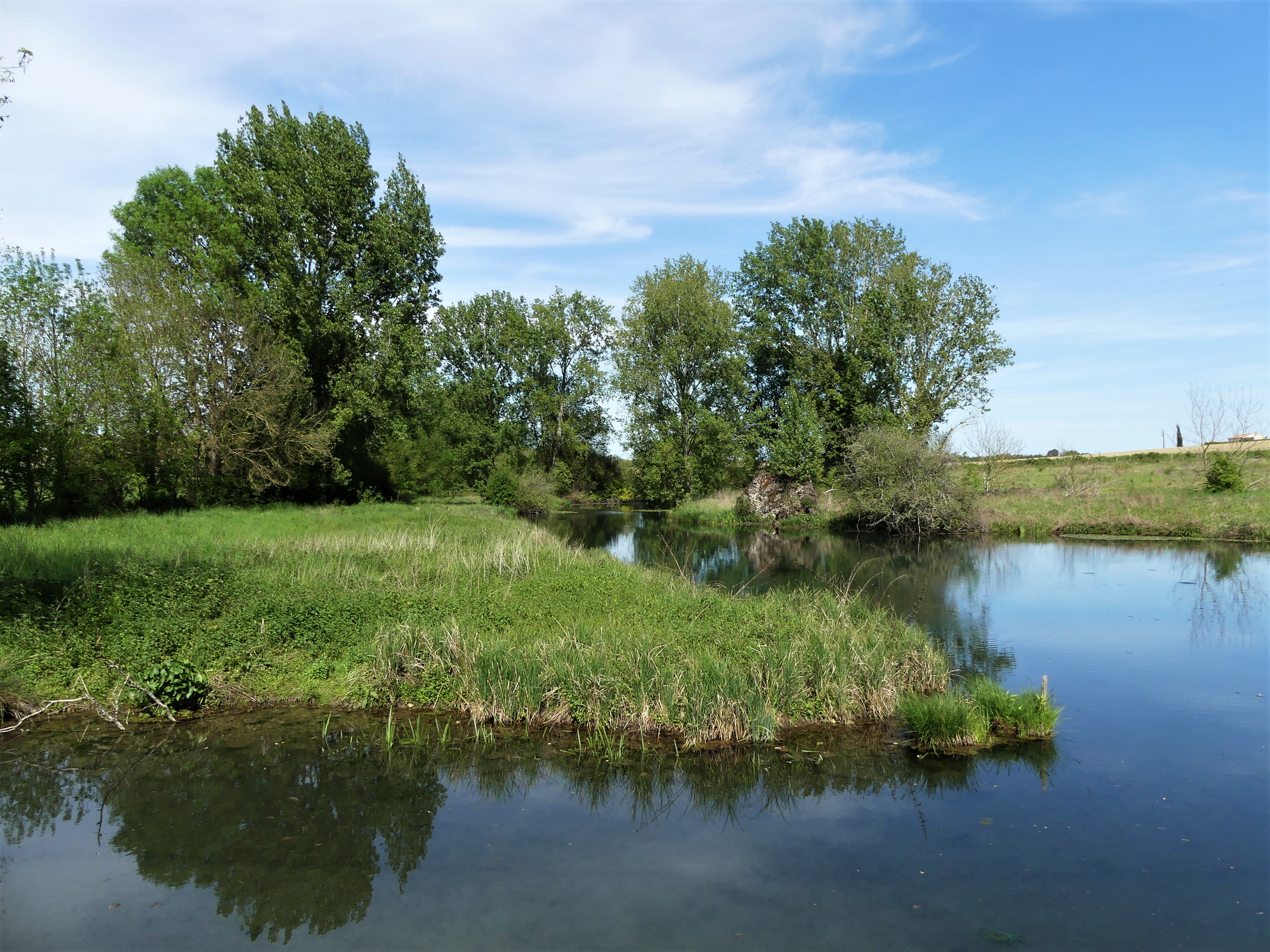
La zone humide au nord-est du bourg de Gout-Rossignol.
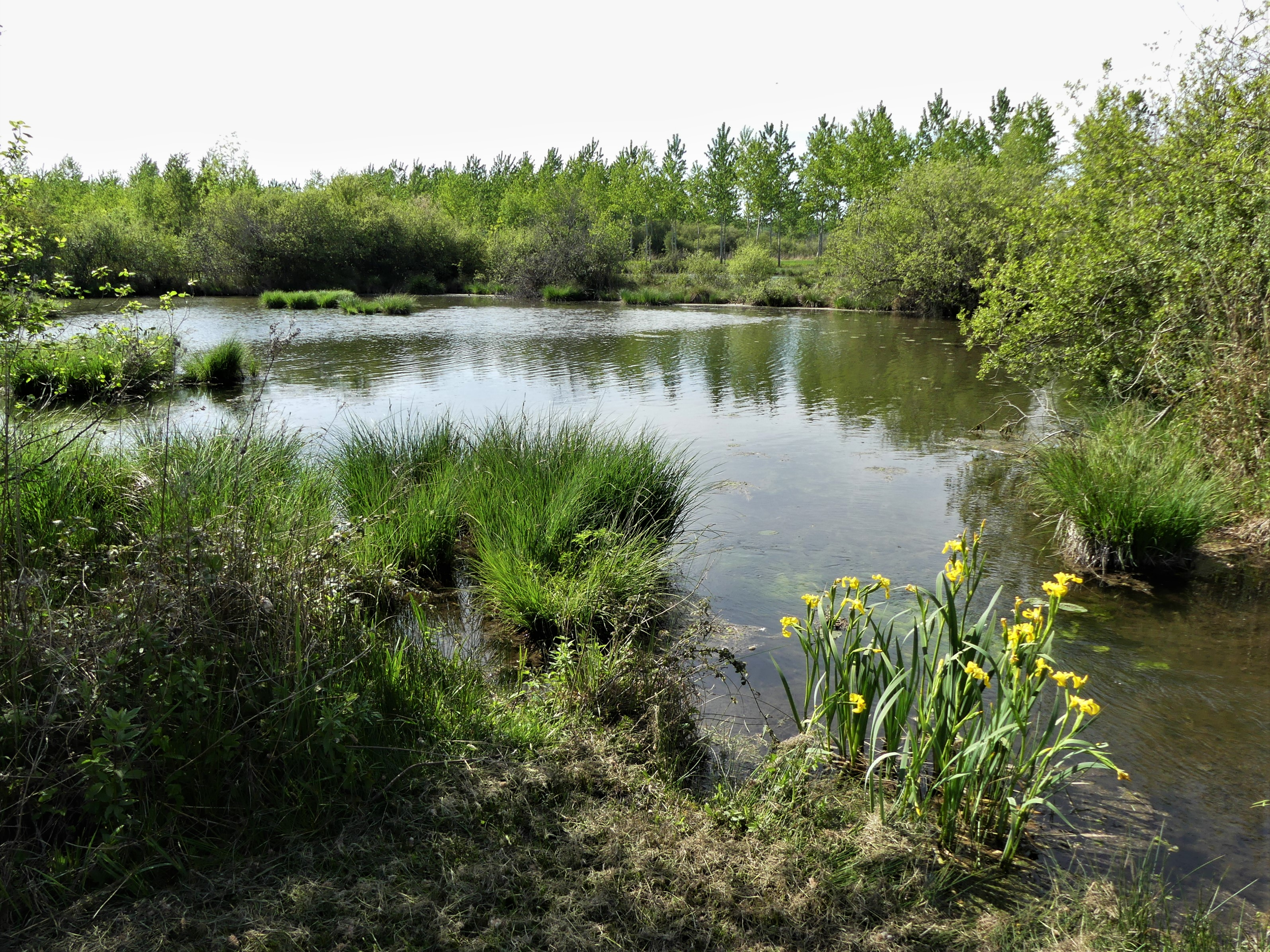
Les tourbières de La Chapelle-Grésignac.
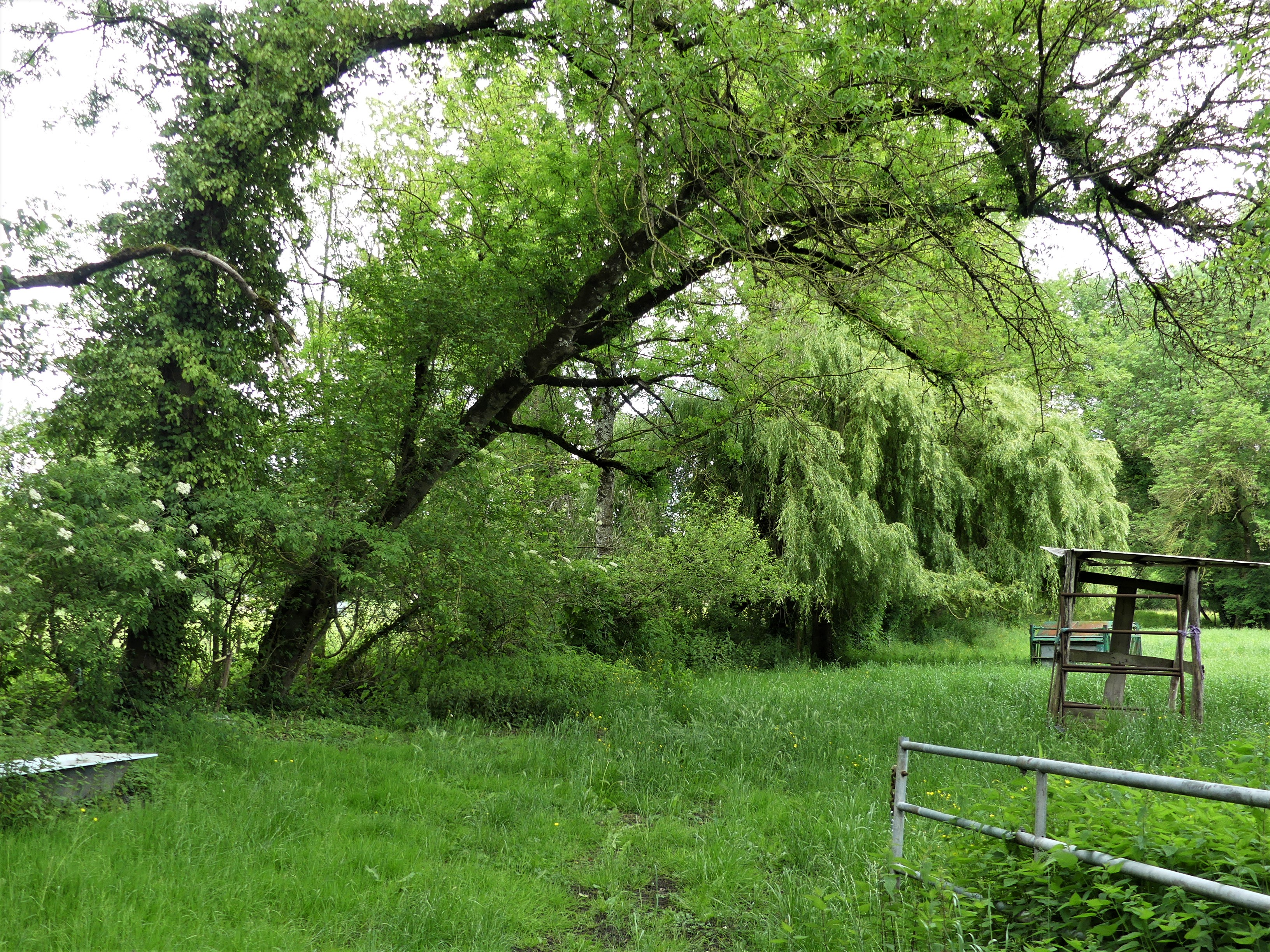
La zone humide au lieu-dit le Moulin de Fagnac, à Nanteuil-Auriac-de-Bourzac.
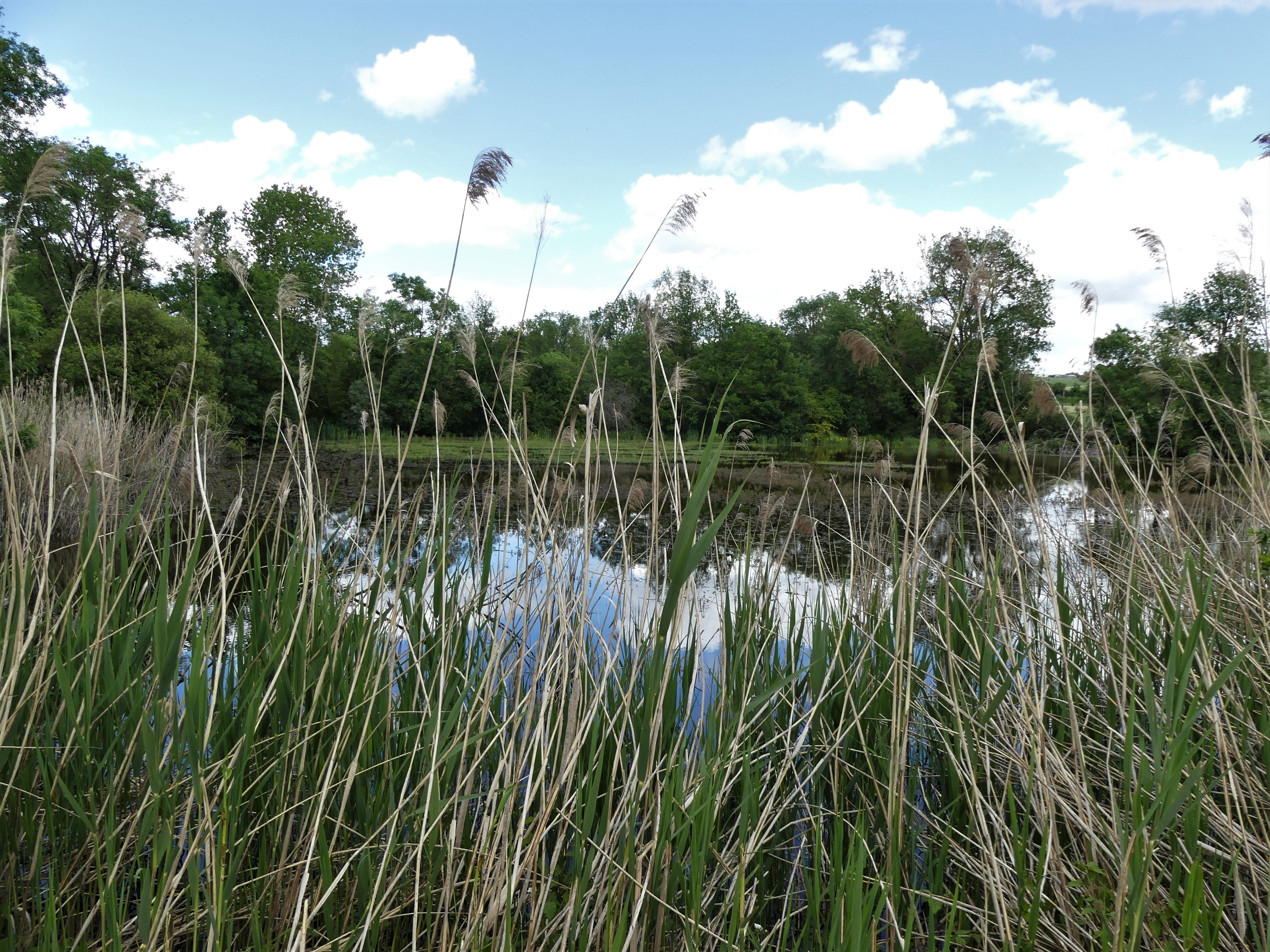
La zone humide au nord du lieu-dit Cazaux, à Bouteilles-Saint-Sébastien.
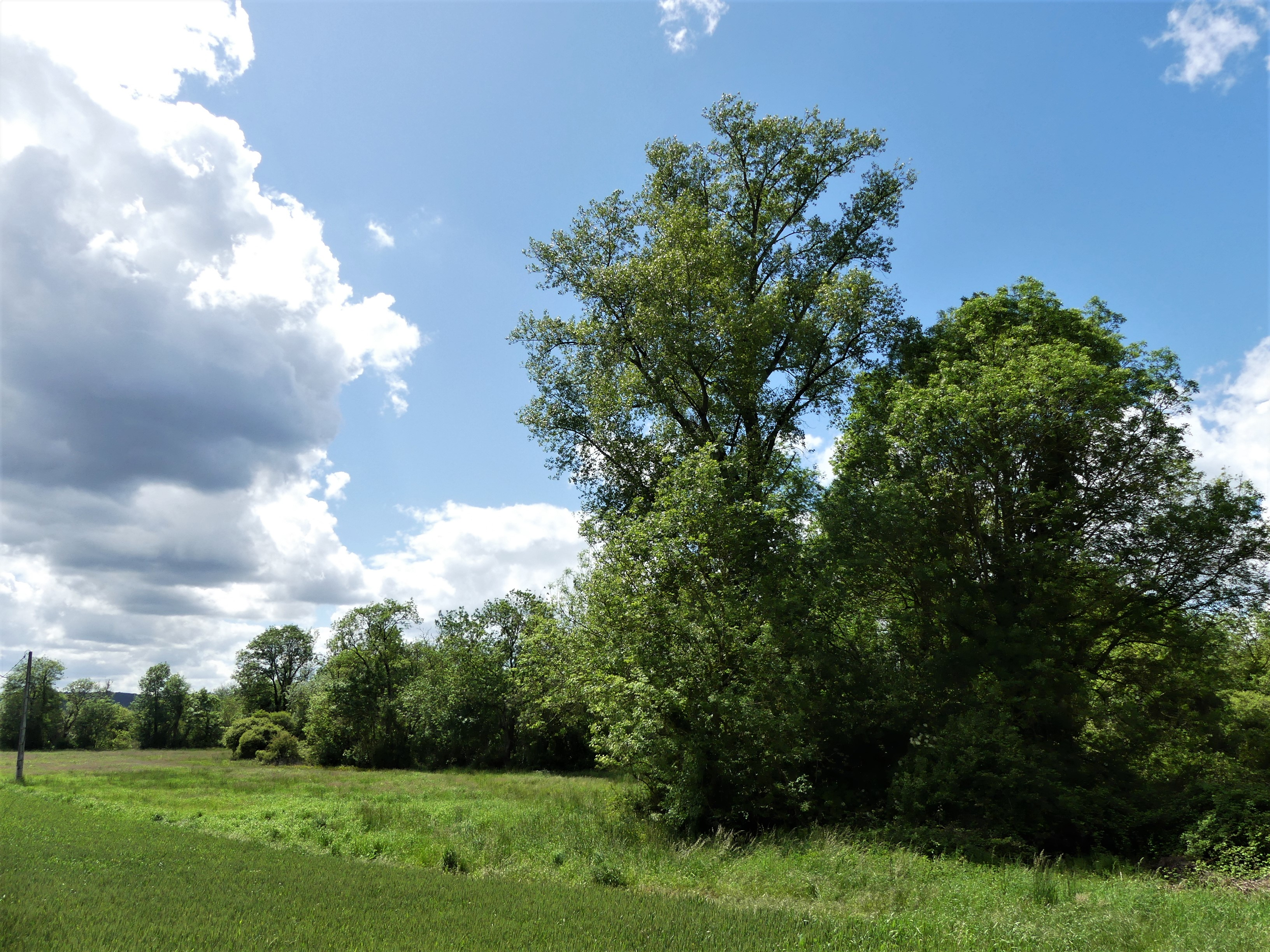
La zone humide à l'ouest du lieu-dit Chez Dumaine, à Bouteilles-Saint-Sébastien.

## Faune

### Espèces recensées
Deux espèces déterminantes d'odonates : le Gomphe semblable (Gomphus simillimus) et le Gomphe vulgaire (Gomphus vulgatissimus) ont été répertoriées en 2001 sur la ZNIEFF de la vallée de la Pude.
Trente-sept autres espèces animales y ont été recensées :
- 16 odonates en 2001 : l'Agrion élégant (Ischnura elegans), l'Agrion jouvencelle (Coenagrion puella), l'Agrion à larges pattes (Platycnemis pennipes), l'Agrion orangé (Platycnemis acutipennis), l'Agrion porte-coupe (Enallagma cyathigerum), l'Agrion de Vander Linden (Erythromma lindenii), l'Anax empereur, (Anax imperator), le Caloptéryx éclatant (Calopteryx splendens), le Caloptéryx vierge méridional (Calopteryx virgo méridional)[Note 1], la Cordulie bronzée (Cordulia aenea), le Gomphe gentil (Gomphus pulchellus), la Libellule déprimée (Libellula depressa), la Libellule écarlate (Crocothemis erythraea), la Libellule fauve (Libellula fulva), l'Orthétrum réticulé (Orthetrum cancellatum) et le Sympétrum strié (Sympetrum striolatum) ;
- 21 oiseaux en 2001 et 2005 : l'Alouette des champs (Alauda arvensis), le Busard Saint-Martin (Circus cyaneus), le Chevalier aboyeur (Tringa nebularia), le Faucon crécerelle (Falco tinnunculus), la Fauvette à tête noire (Sylvia atricapilla), la Fauvette grisette (Sylvia communis), la Gallinule poule d'eau (Gallinula chloropus), le Grimpereau des jardins (Certhia brachydactyla), le Héron cendré (Ardea cinerea), l'Hirondelle rustique (Hirundo rustica), l'Hypolaïs polyglotte (Hippolais polyglotta), le Martinet noir (Apus apus), le Milan noir (Milvus migrans), le Pic vert (Picus viridis), le Pinson des arbres (Fringilla coelebs), le Pouillot véloce (Phylloscopus collybita), le Rossignol philomèle (Luscinia megarhynchos), le Rougequeue à front blanc (Phoenicurus phoenicurus), la Tourterelle des bois (Streptopelia turtur), le Troglodyte mignon (Troglodytes troglodytes) et le Verdier d'Europe (Chloris chloris).

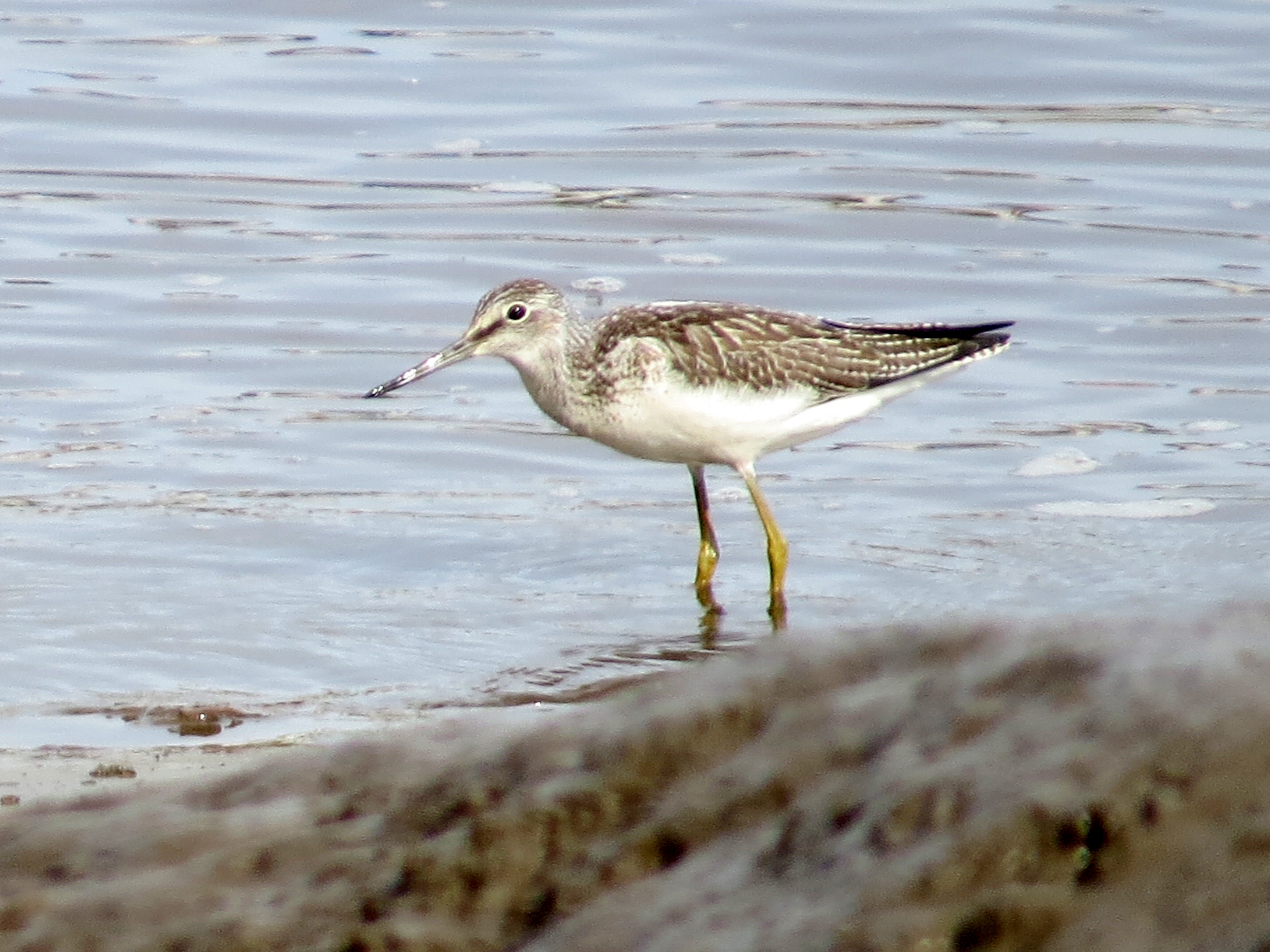
Chevalier aboyeur.
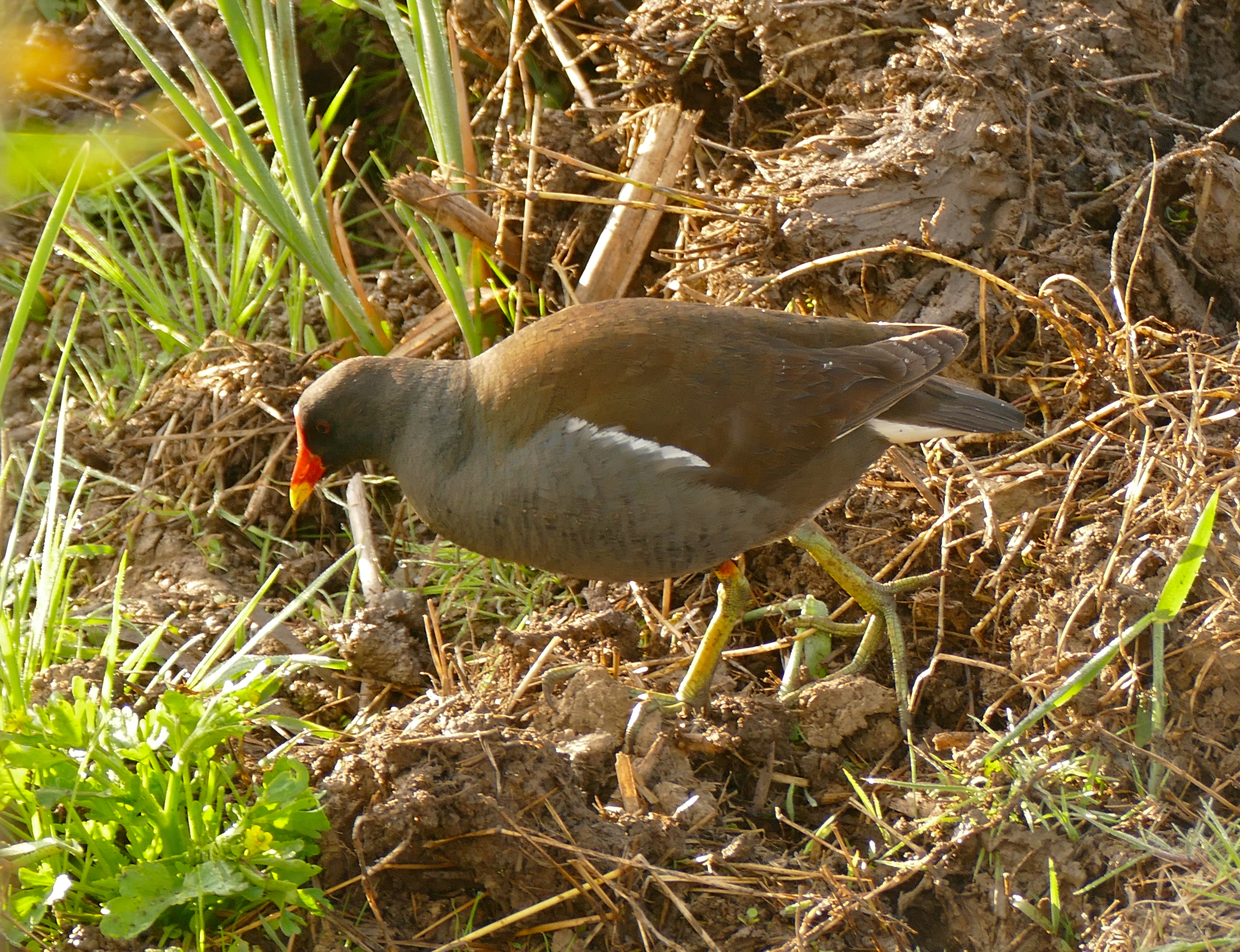
Gallinule poule d'eau.
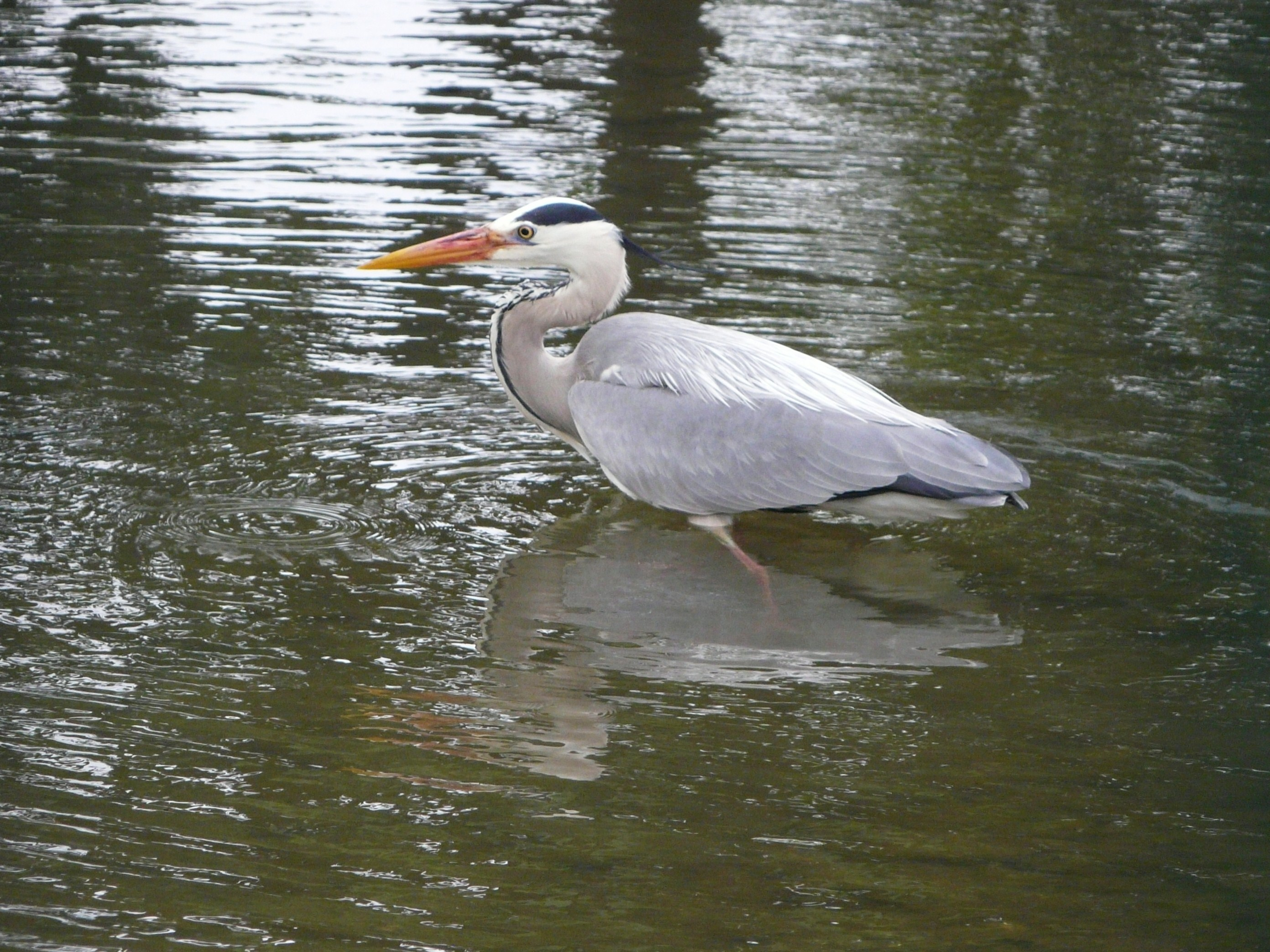
Héron cendré.
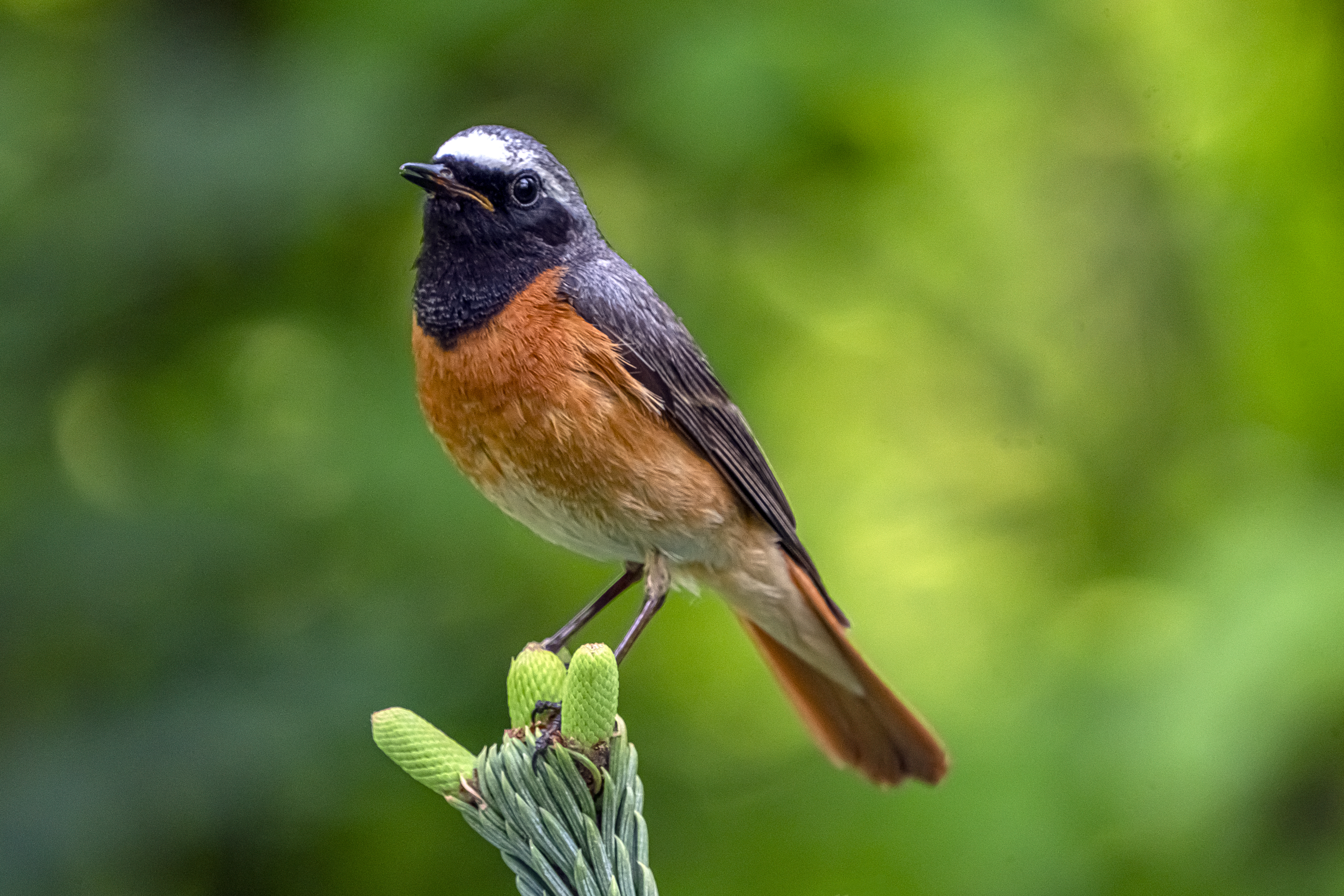
Rougequeue à front blanc.
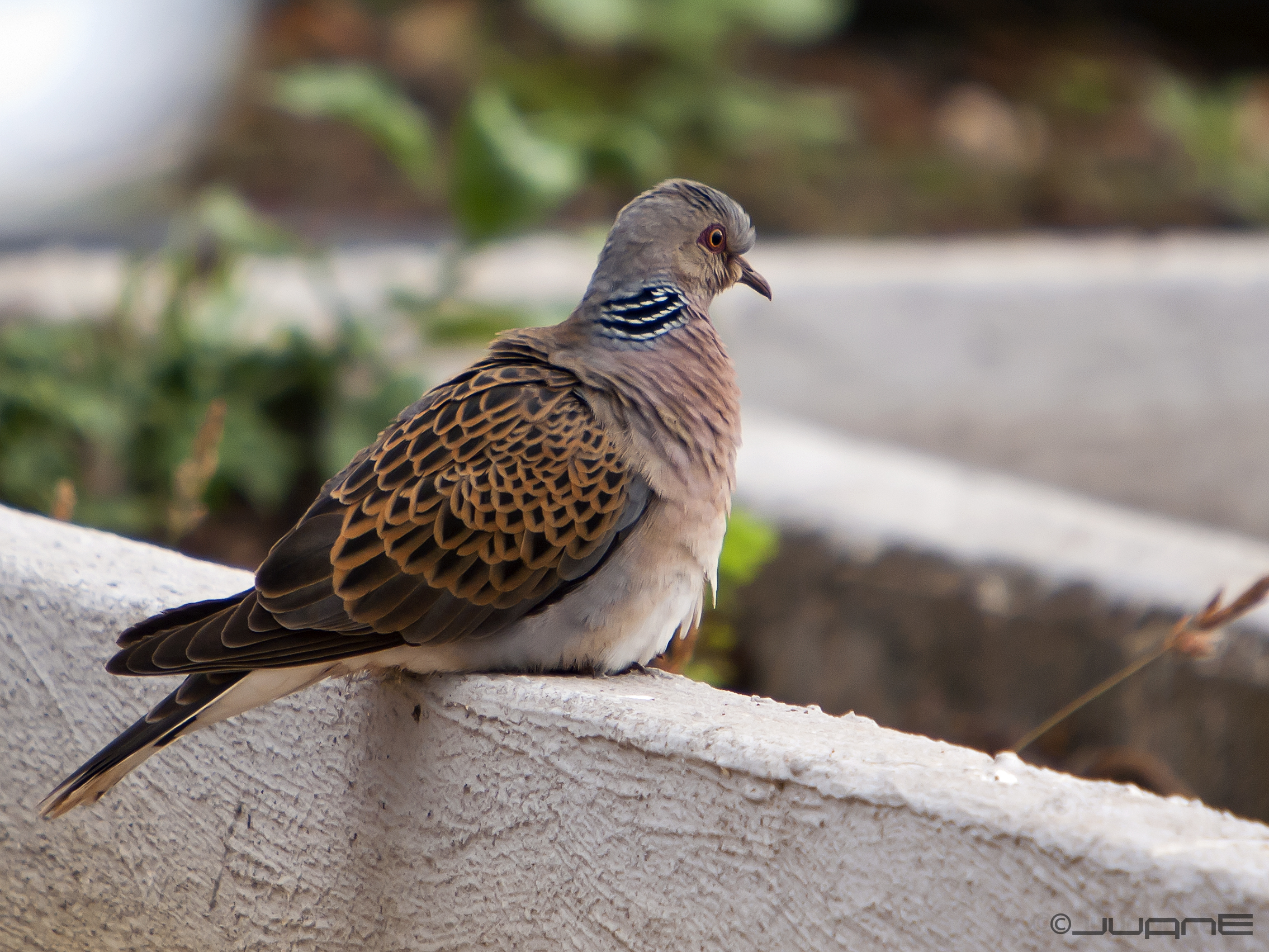
Tourterelle des bois.

La ZNIEFF de la vallée de la Nizonne inclut la vallée de la Pude et présente une faune bien plus riche avec trente espèces déterminantes d'animaux :
- deux amphibiens : la Rainette verte (Hyla arborea) et le Triton marbré (Triturus marmoratus) ;
- sept insectes dont quatre lépidoptères : l'Azuré de la croisette (Phengaris rebeli), l'Azuré de la sanguisorbe (Phengaris teleius), le Cuivré des marais (Lycaena dispar) et le Fadet des laîches (Coenonympha oedippus) et trois odonates : l'Agrion de Mercure (Coenagrion mercuriale), la Cordulie à corps fin (Oxygastra curtisii) et le Gomphe de Graslin (Gomphus graslinii) ;
- vingt mammifères dont la Loutre d'Europe (Lutra lutra) et le Vison d'Europe (Mustela lutreola), ainsi que dix-huit chauves-souris : la Barbastelle d'Europe (Barbastella barbastellus), le Grand murin (Myotis myotis), le Grand rhinolophe (Rhinolophus ferrumequinum), le Minioptère de Schreibers (Miniopterus schreibersii), le Murin de Bechstein (Myotis bechsteinii), le Murin de Daubenton (Myotis daubentonii), le Murin à moustaches (Myotis mystacinus), le Murin de Natterer (Myotis nattereri), le Murin à oreilles échancrées (Myotis emarginatus), la Noctule commune (Nyctalus noctula), la Noctule de Leisler (Nyctalus leisleri), l'Oreillard gris (Plecotus austriacus), l'Oreillard roux (Plecotus auritus), la Pipistrelle de Kuhl (Pipistrellus kuhlii), la Pipistrelle de Nathusius (Pipistrellus nathusii), le Petit murin (Myotis blythii), le Petit rhinolophe (Rhinolophus hipposideros) et la Sérotine commune (Eptesicus serotinus) ;
- un reptile : la Cistude (Emys orbicularis).

Outre les espèces recensées dans la ZNIEFF de la vallée de la Pude, environ 170 autres espèces animales ont été recensées dans la ZNIEFF de la vallée de la Nizonne : deux amphibiens, 133 insectes (24 libelllules et 109 papillons), un mammifère, une trentaine d'oiseaux et trois reptiles.

### Protection de la faune
Dix-sept espèces d'oiseaux de la ZNIEFF de type I sont protégées sur l'ensemble du territoire français : le Busard Saint-Martin, le Faucon crécerelle, la Fauvette grisette, la Fauvette à tête noire, le Grimpereau des jardins, le Héron cendré, l'Hirondelle rustique, l'Hypolaïs polyglotte, le Martinet noir, le Milan noir, le Pic vert, le Pinson des arbres, le Pouillot véloce, le Rossignol philomèle, le Rougequeue à front blanc, le Troglodyte mignon et le Verdier d'Europe.
De plus, le Busard Saint-Martin et le Milan noir sont également protégés au titre de la Directive habitats de l'Union européenne.

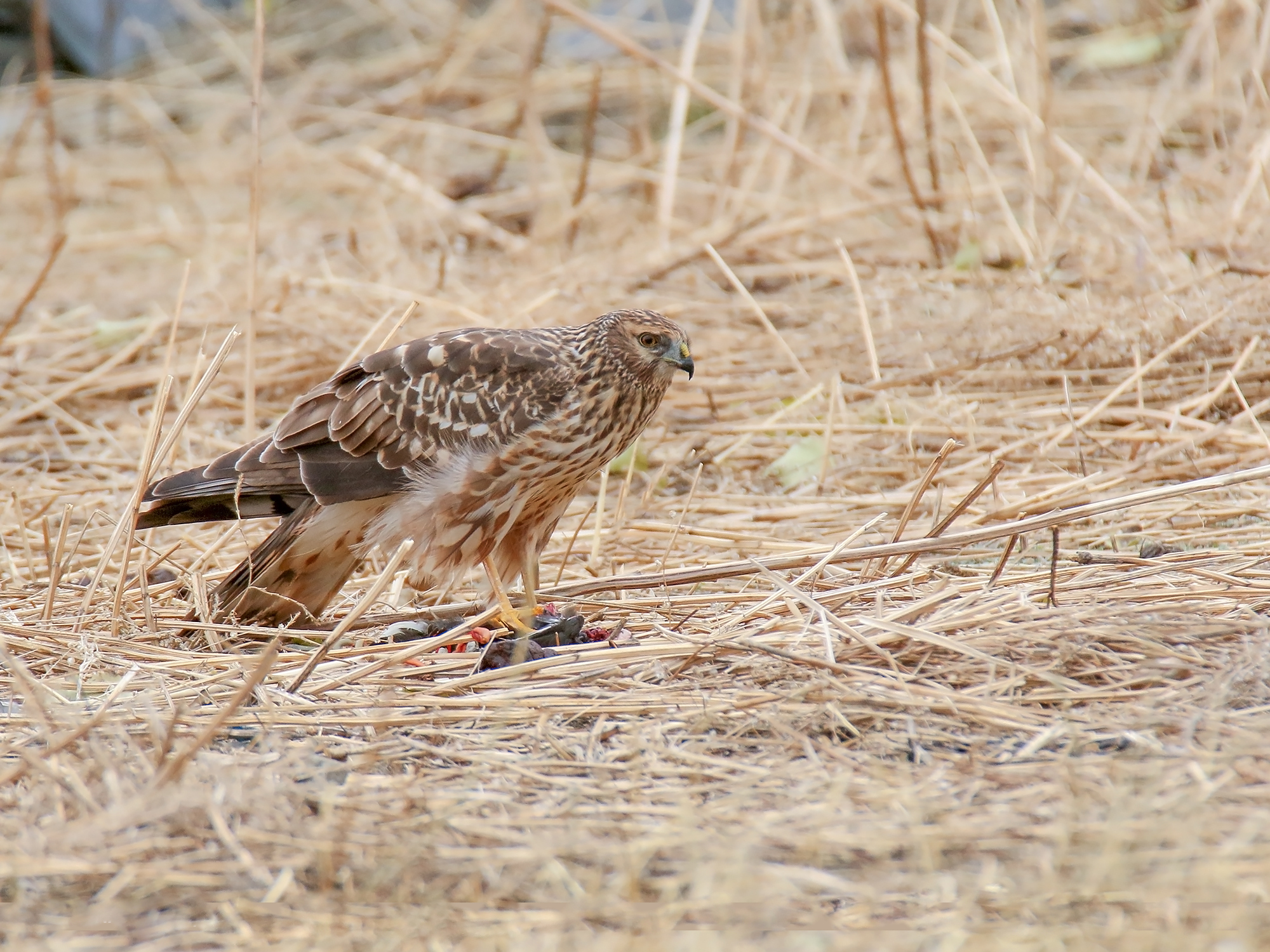
Busard Saint-Martin.
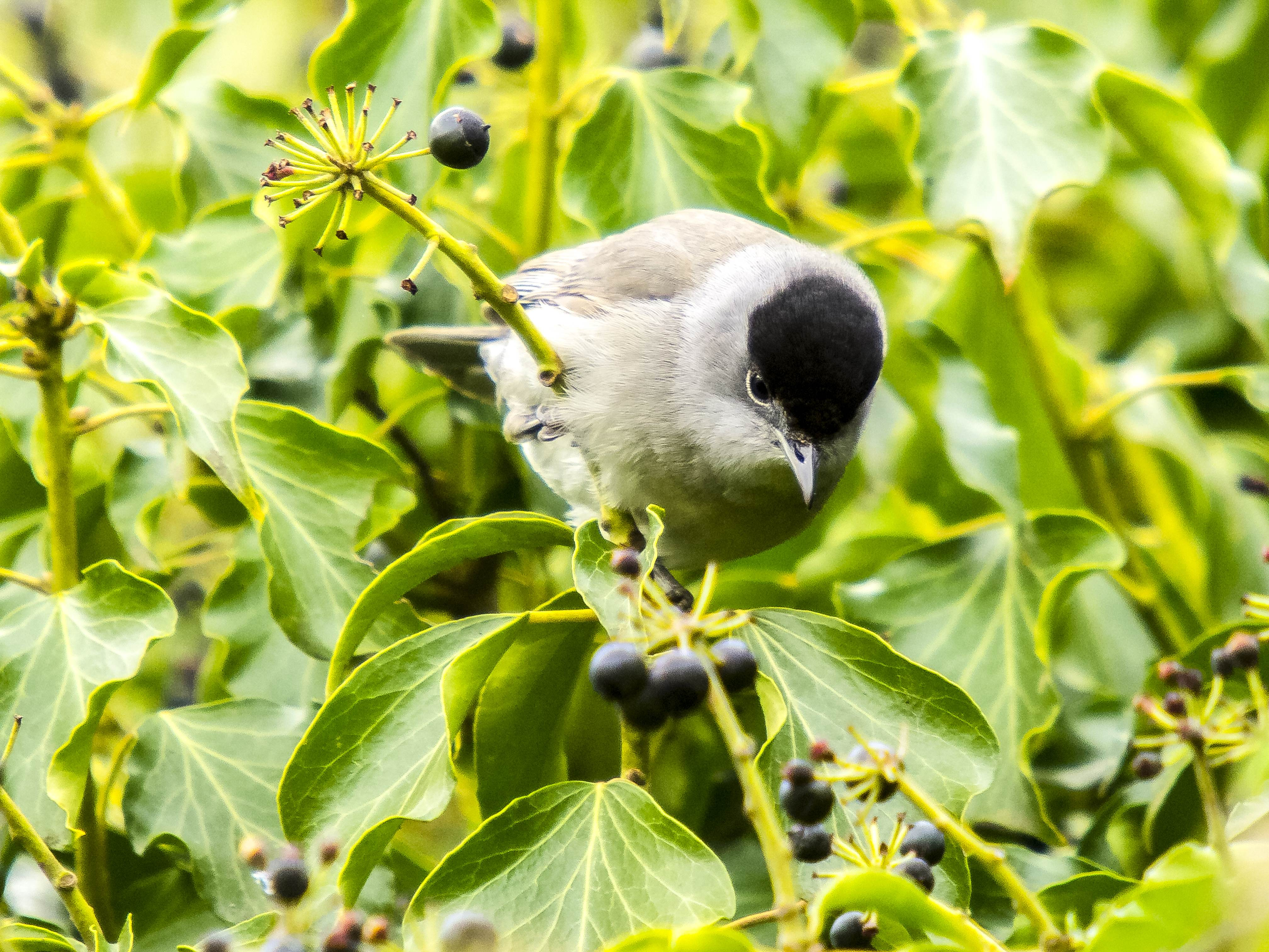
Fauvette à tête noire mâle.
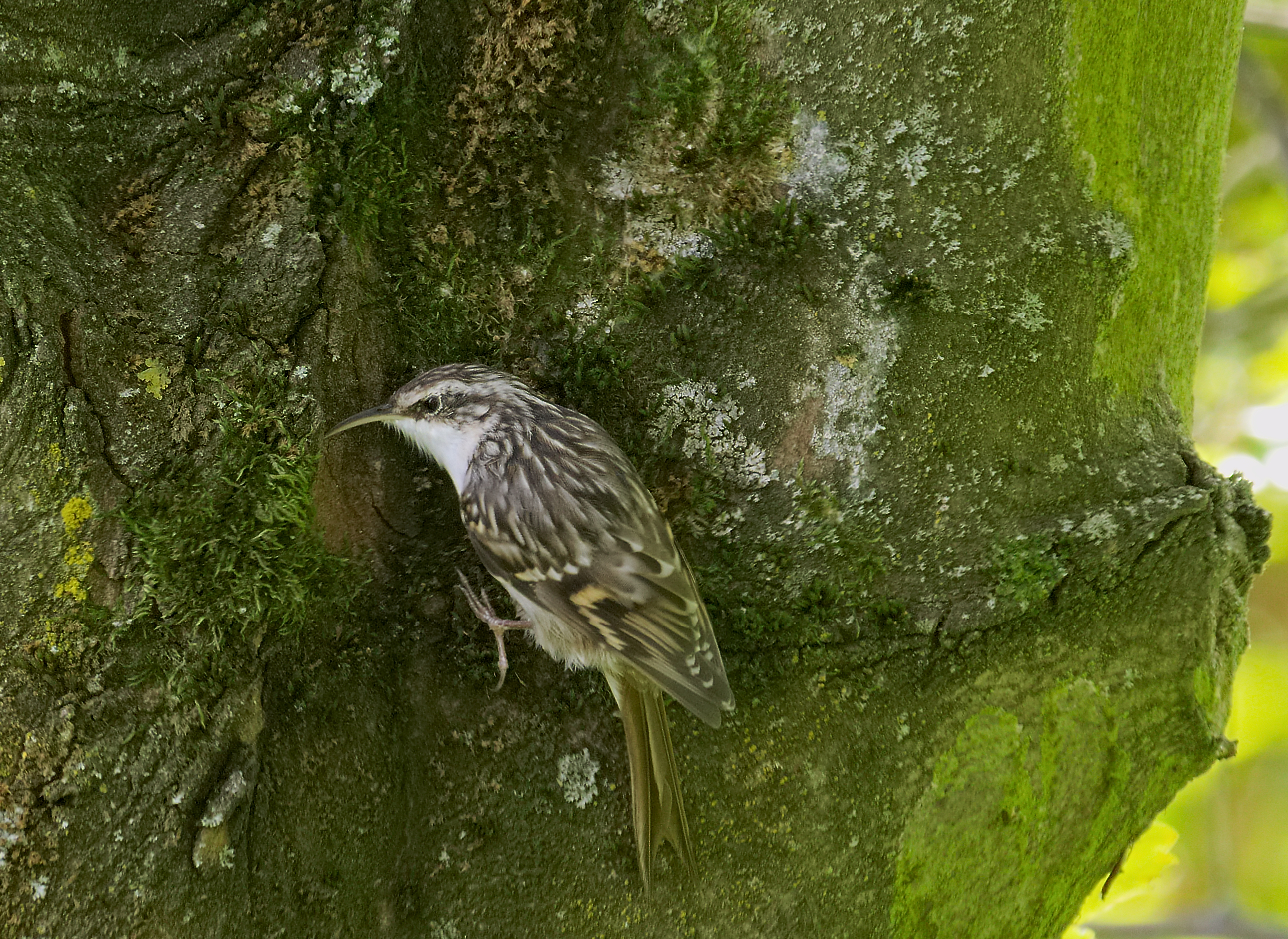
Grimpereau des jardins.
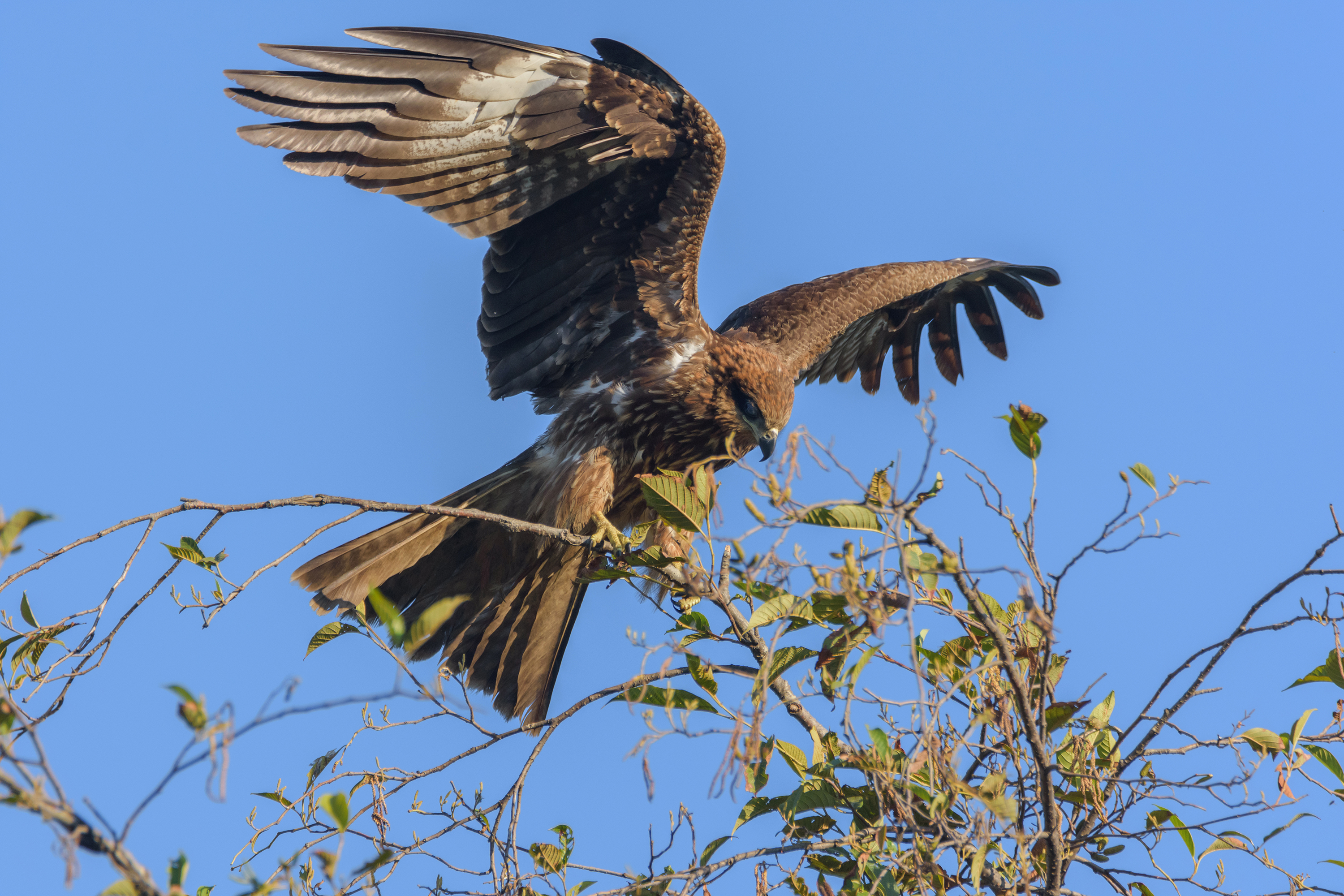
Milan noir.
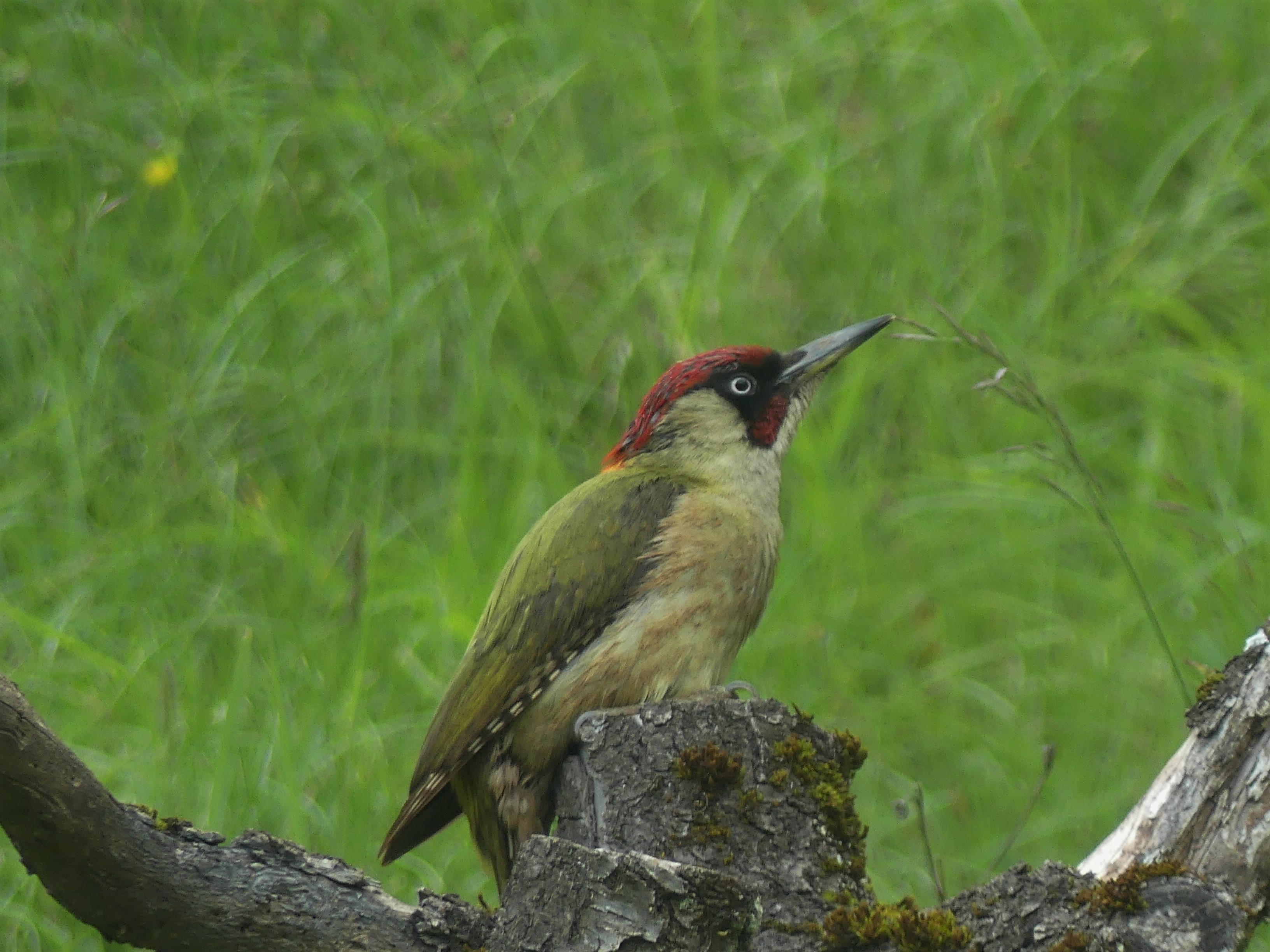
Pic vert mâle.

## Flore
Une trentaine d'espèces végétales ont été répertoriées dans la ZNIEFF de la vallée de la Pude :
- vingt-neuf phanérogames entre 1987 et 2005 : l'Angélique sauvage (Angelica sylvestris), l'Aulne glutineux (Alnus glutinosa), la Baldingère faux-roseau (Phalaris arundinacea), le Chêne pédonculé (Quercus robur), le Cirse bulbeux (Cirsium tuberosum), le Cirse des marais (Cirsium palustre), le Cornouiller sanguin (Cornus sanguinea), le Cyprès chauve (Taxodium distichum), l'Eupatoire à feuilles de chanvre (Eupatorium cannabinum), le Frêne élevé (Fraxinus excelsior), la Grande pimprenelle (Sanguisorba officinalis), l'Iris faux acore (Iris pseudacorus), la Laîche de Davall (Carex davalliana), la Laîche raide (Carex elata), le Lycope d'Europe (Lycopus europaeus), la Lysimaque commune (Lysimachia vulgaris), la Marisque (Cladium mariscus), la Menthe aquatique (Mentha aquatica), le Noisetier (Corylus avellana), le Panais (Pastinaca sativa), le Peuplier noir (Populus nigra), la Primevère officinale (Primula veris), la Reine-des-prés (Filipendula ulmaria), le Roseau commun (Phragmites australis), la Salicaire commune (Lythrum salicaria), le Saule cendré (Salix cinerea), la Scrofulaire ailée (Scrophularia umbrosa), le Sureau noir (Sambucus nigra) et la Violette hérissée (Viola hirta) ;
- deux ptéridophytes en 2005 : la Grande prêle (Equisetum telmateia) et la  Scolopendre (Asplenium scolopendrium).

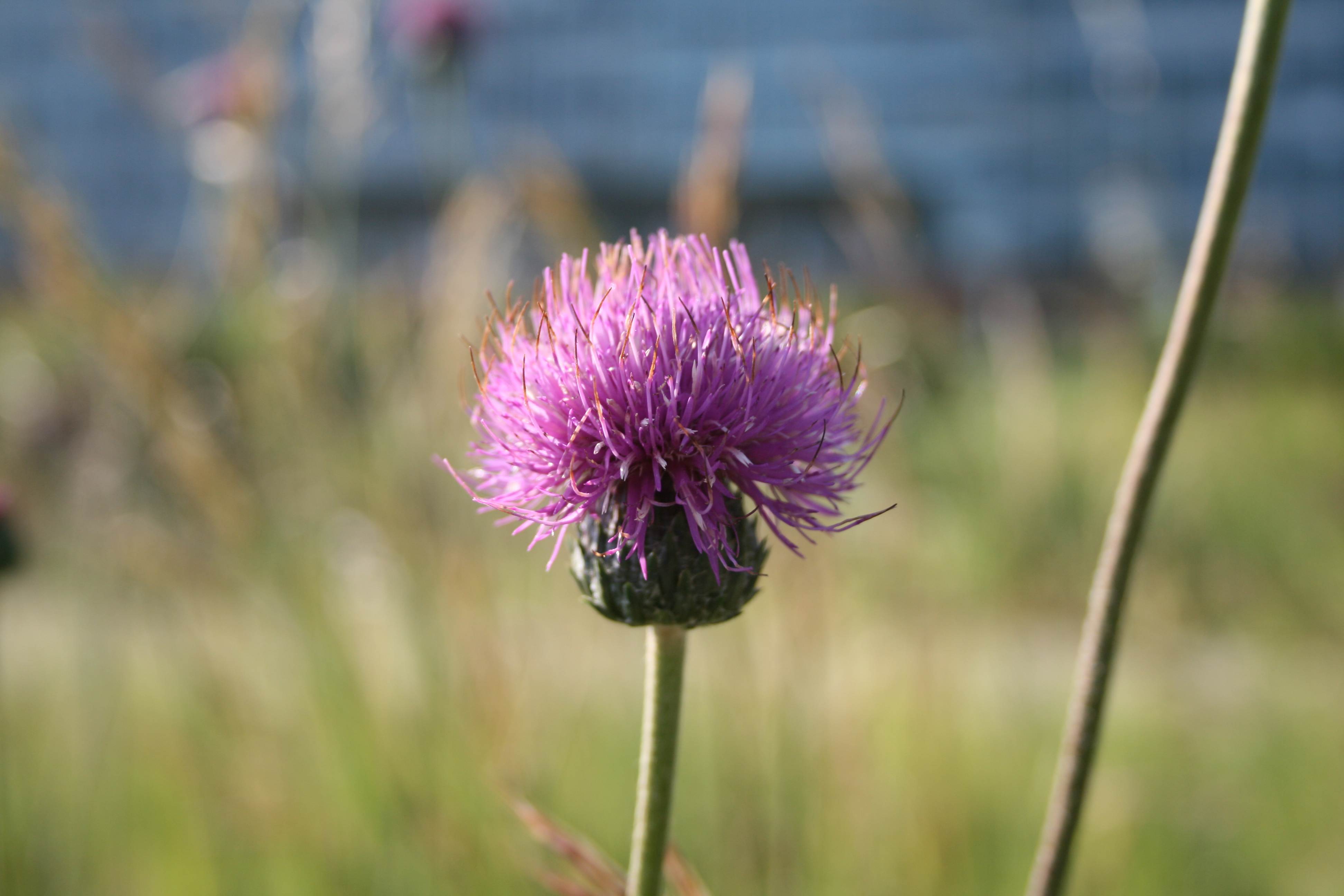
Cirse bulbeux.
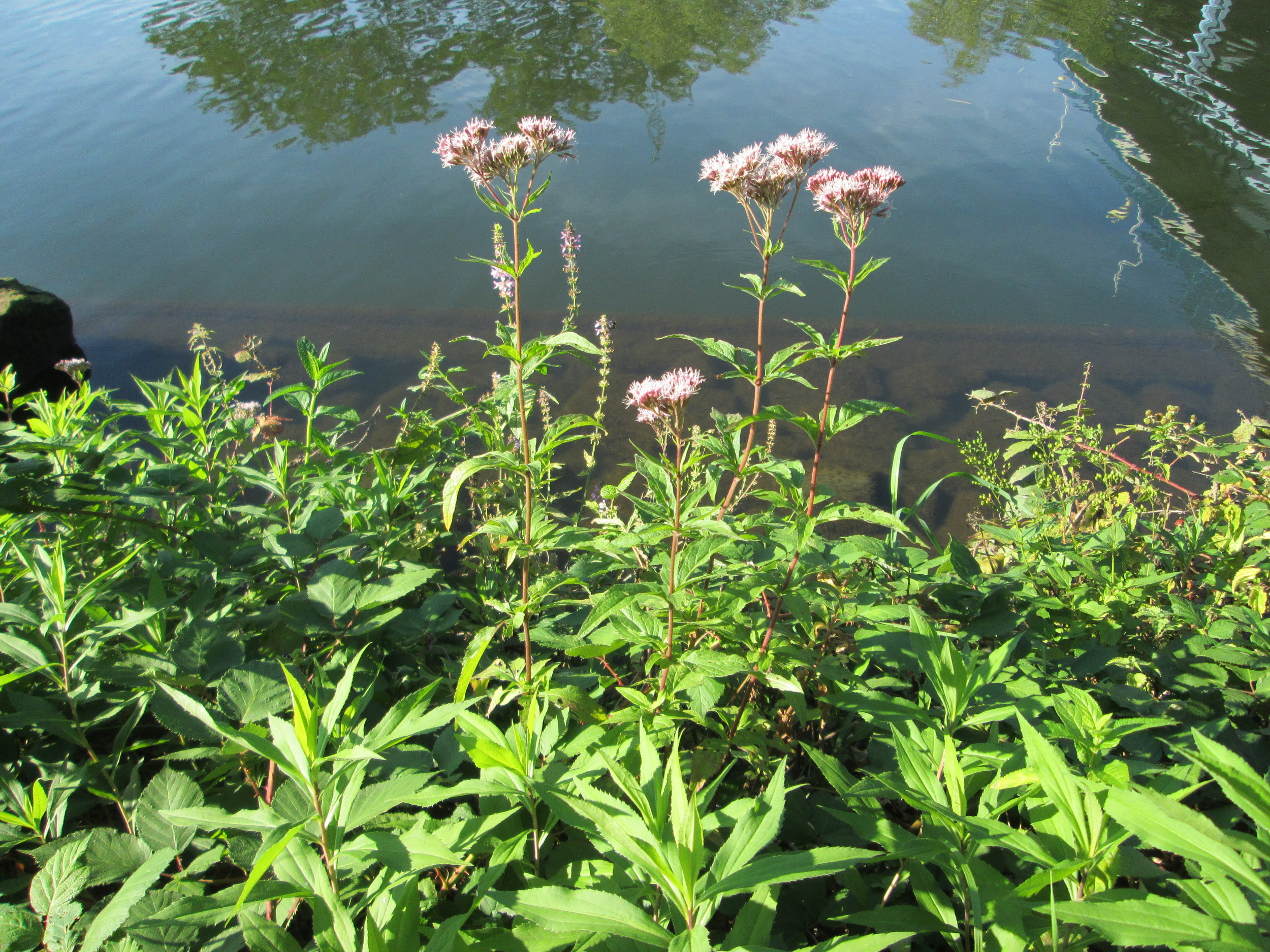
Eupatoire à feuilles de chanvre.
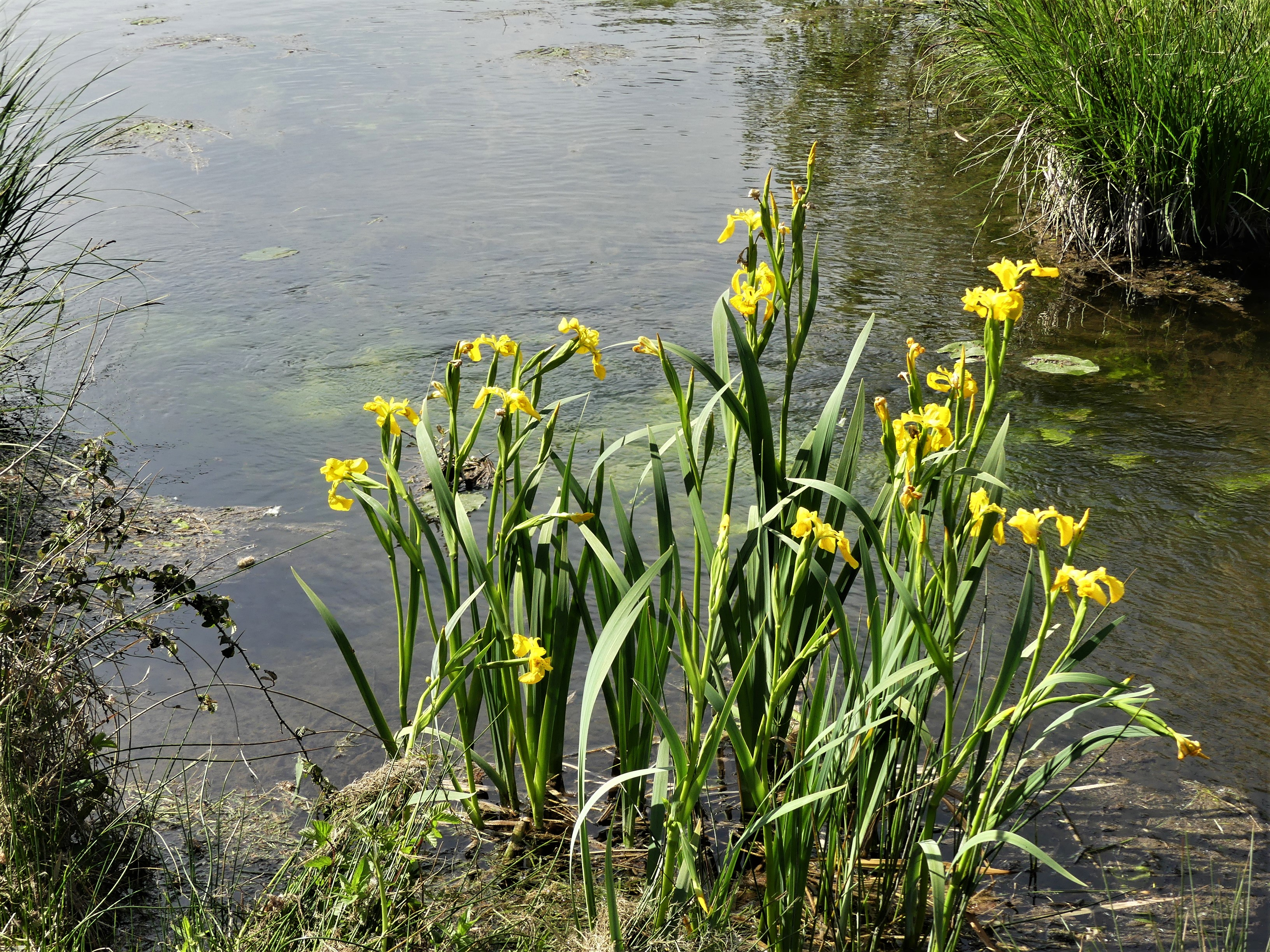
Iris faux acores aux tourbières de La Chapelle-Grésignac.
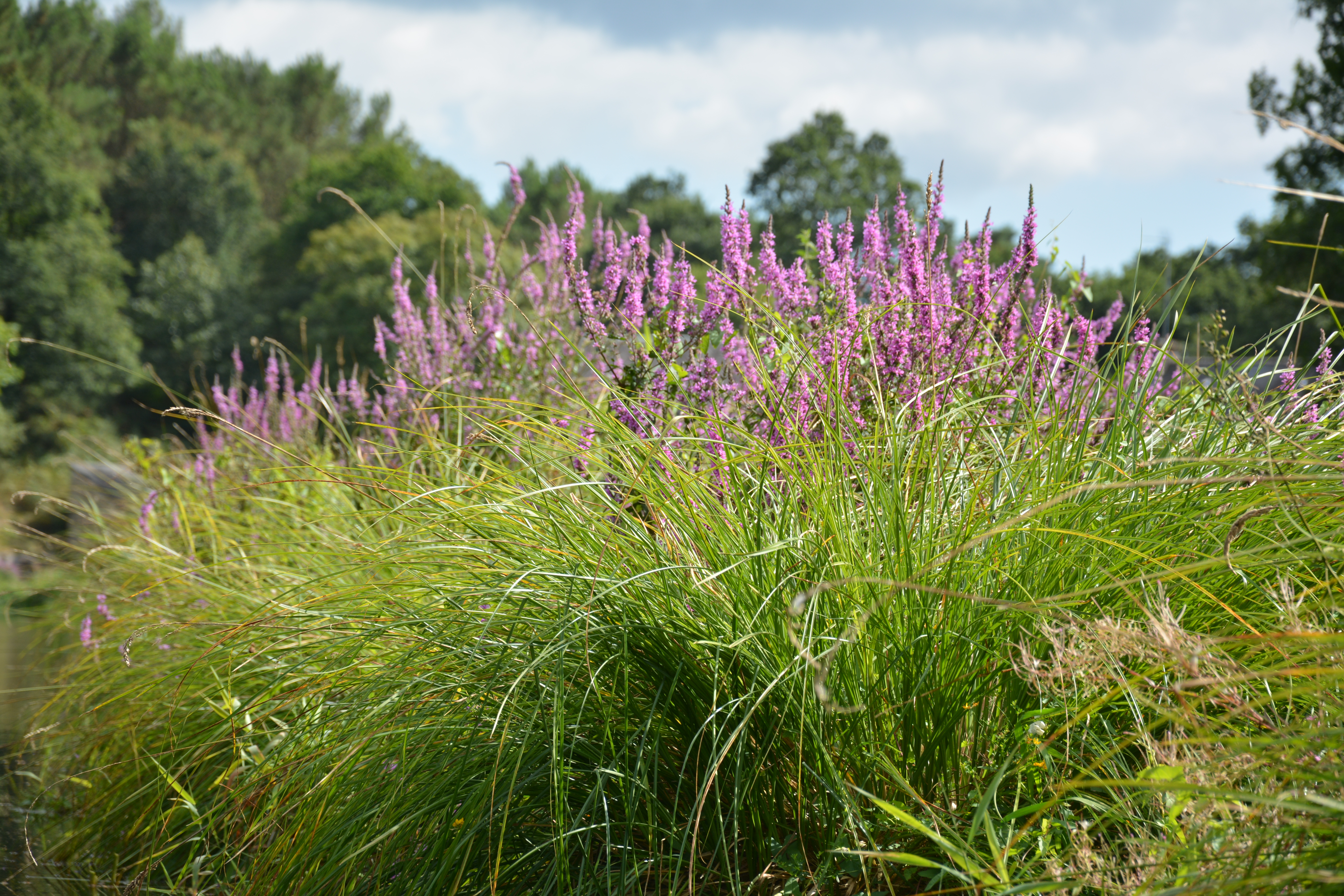
Salicaire commune.
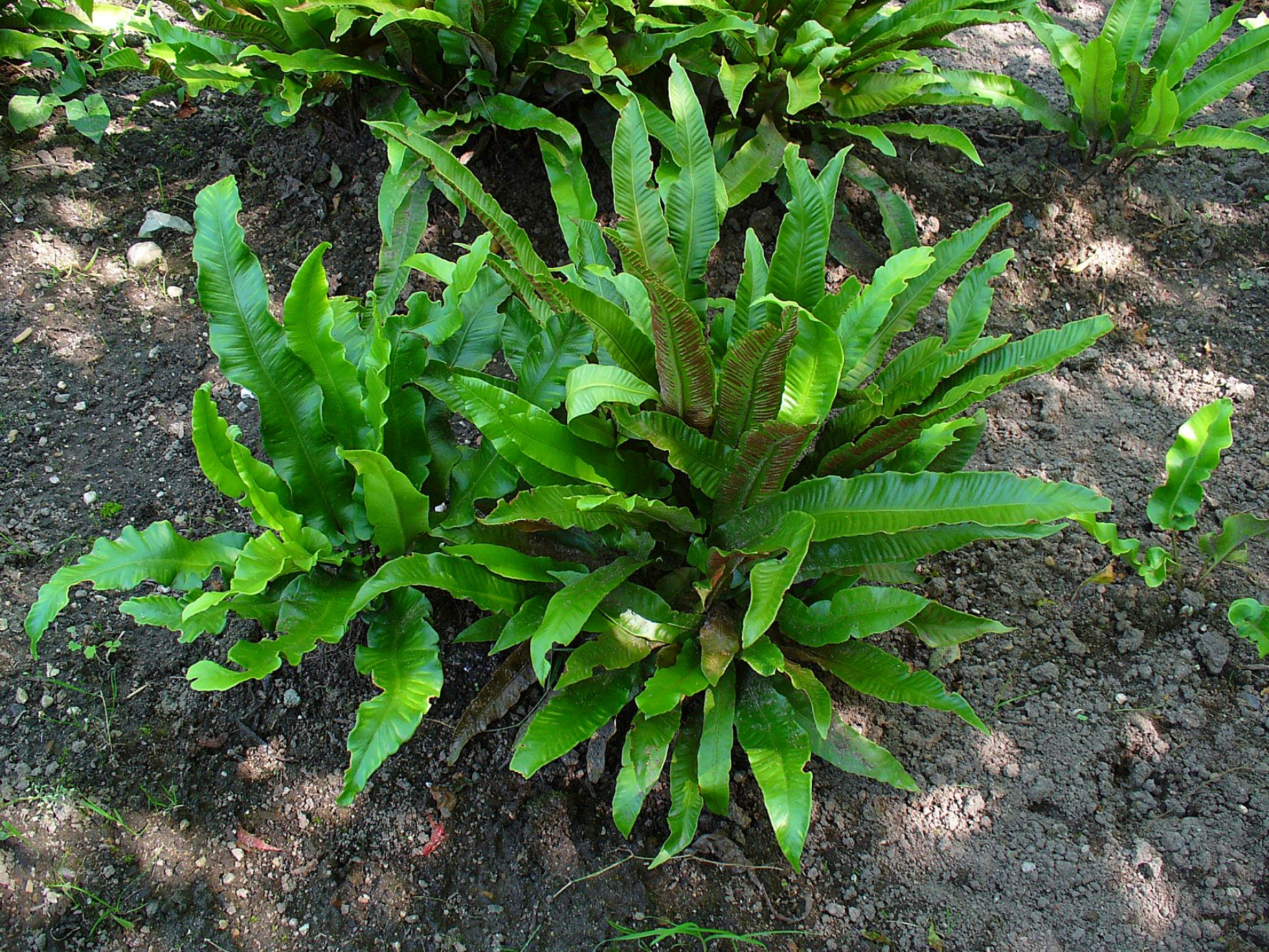
Scolopendre.

La ZNIEFF de la vallée de la Pude est incluse dans celle de la vallée de la Nizonne dans laquelle ont été recensées neuf espèces déterminantes de plantes : la Fritillaire pintade (Fritillaria meleagris), la Gentiane des marais (Gentiana pneumonanthe), l'Hélianthème d'Italie (Helianthemum oelandicum), l'Orchis à fleurs lâches (Anacamptis laxiflora), l'Orpin de Nice (Sedum sediforme), le Pigamon jaune (Thalictrum flavum), la Sabline des chaumes (Arenaria controversa), le Scirpe des bois (Scirpus sylvaticus) et l'Utriculaire citrine (Utricularia australis).
Outre les espèces déjà mentionnées dans la vallée de la Pude, près de 170 autres espèces végétales ont été recensées dans la ZNIEFF de la vallée de la Nizonne.

## Espaces connexes
La ZNIEFF « Vallée de la Pude » est intégralement incluse dans la ZNIEFF de type II bien plus étendue « Vallée de la Nizonne qui correspond aux vallées de la Nizonne/Lizonne, de la Belle et de la Pude.
De très nombreuses espèces animales ou végétales supplémentaires y ont été répertoriées parmi lesquelles trente espèces déterminantes d'animaux :
- deux amphibiens : la Rainette verte (Hyla arborea) et le Triton marbré (Triturus marmoratus) ;
- sept insectes : l'Agrion de Mercure (Coenagrion mercuriale), l'Azuré de la croisette (Phengaris rebeli), l'Azuré de la sanguisorbe (Phengaris teleius), la Cordulie à corps fin (Oxygastra curtisii), le Cuivré des marais (Lycaena dispar), le Fadet des laîches (Coenonympha oedippus) et le Gomphe de Graslin (Gomphus graslinii) ;
- vingt mammifères : la Loutre d'Europe (Lutra lutra) et le Vison d'Europe (Mustela lutreola), ainsi que dix-huit chauves-souris : la Barbastelle d'Europe (Barbastella barbastellus), le Grand murin (Myotis myotis), le Grand rhinolophe (Rhinolophus ferrumequinum), le Minioptère de Schreibers (Miniopterus schreibersii), le Murin de Bechstein (Myotis bechsteinii), le Murin de Daubenton (Myotis daubentonii), le Murin à moustaches (Myotis mystacinus), le Murin de Natterer (Myotis nattereri), le Murin à oreilles échancrées (Myotis emarginatus), la Noctule commune (Nyctalus noctula), la Noctule de Leisler (Nyctalus leisleri), l'Oreillard gris (Plecotus austriacus), l'Oreillard roux (Plecotus auritus), la Pipistrelle de Kuhl (Pipistrellus kuhlii), la Pipistrelle de Nathusius (Pipistrellus nathusii), le Petit murin (Myotis blythii), le Petit rhinolophe (Rhinolophus hipposideros) et la Sérotine commune (Eptesicus serotinus) ;
- un reptile : la Cistude (Emys orbicularis),

ainsi que neuf espèces déterminantes de plantes : la Fritillaire pintade (Fritillaria meleagris), la Gentiane des marais (Gentiana pneumonanthe), l'Hélianthème d'Italie (Helianthemum oelandicum), l'Orchis à fleurs lâches (Anacamptis laxiflora), l'Orpin de Nice (Sedum sediforme), le Pigamon jaune (Thalictrum flavum), la Sabline des chaumes (Arenaria controversa), le Scirpe des bois (Scirpus sylvaticus) et l'Utriculaire citrine (Utricularia australis).